# Michael Learns to Rock (2004)
Michael Learns to Rock è il sesto album in studio del gruppo musicale danese omonimo, pubblicato il 9 febbraio 2004.

## Tracce
1. Frostbite – 4:20
2. Final Destination – 3:21
3. Take Me to Your Heart – 3:58
4. Don't Have to Lose – 3:41
5. Salvation – 4:00
6. Hit By a Feeling – 4:19
7. If You Leave My World – 4:15
8. This Is Who I Am – 3:45
9. Home to You (con Julie Berthelsen) – 3:37
10. Laugh & Cry – 3:15

### Tracce bonus edizione asiatica
1. One More Minute – 3:28
2. Without Your Love – 3:56